# Halysidota insularis
Halysidota insularis là một loài bướm đêm thuộc phân họ Arctiinae, họ Erebidae.